# Arthur Cook (cầu thủ bóng đá)
Arthur Fredrick Cook (tháng 9 năm 1890 – sau 1922) là một cầu thủ bóng đá người Anh thi đấu ở vị trí hậu vệ tại Football League cho Swansea Town và West Bromwich Albion